# Wootton (New Forest)
Wootton – osada w Anglii, w hrabstwie Hampshire, w dystrykcie New Forest, w civil parish New Milton. Leży 9 km od miasta Lymington. Wootton jest wspomniana w Domesday Book (1086) jako Odetune.